# Edirne
Edirne, äldre namn Adrianopel, är en stad i Thrakien i den europeiska delen av Turkiet, där floderna Maritsa och Tundzja flyter ihop. Staden är belägen endast några kilometer från gränsen till Grekland och ett par mil från gränsen till Bulgarien. Edirne är administrativ huvudort för provinsen med samma namn och har cirka 145 000 invånare.

## Ekonomi och kultur
Edirne har i alla tider varit ett viktigt handelscenter, och är i dag känt för sina textilier, sin keramik och sin rosenolja.
I Edirne återfinns Selimiyemoskén, som byggdes av den berömde arkitekten Mimar Sinan mellan 1569 och 1579, och hålls som den vackraste av alla hans moskéer. Två andra moskéer i staden äger viss berömmelse; den i början av 1400-talet uppförda Muradiyemoskén, som fått sitt namn efter Murad I, och Beyazid II:s moské, med två smäckra minareter, som uppfördes på Tundzjas strand av arkitekten Hayrettin i slutet av 1400-talet.
Nära staden låg slottet Timurtasch, där Karl XII vistades från 9 april 1713 till 3 november samma år, då han flyttade till det ett par mil längre bort belägna Demotika.
I Edirne finns också ett etnografiskt museum och ett museum för turkisk kultur. Sedan 1982 har staden ett universitet.
På järnvägsstationen i Edirne sker gränskontroll då järnvägen går över gränsen till Bulgarien. Vid Edirne går även motorvägen som förbinder Bulgarien med Istanbul.

## Historia

Edirne (Hadrianopolis) i Bysantinska riket c:a 1045.

Edirne-området har varit skådeplats för inte mindre än sexton större slag eller belägringar, ända sedan de gamla grekernas dagar. Militärhistorikern John Keegan har kallat Edirne "den mest omstridda staden i världen", och förklarar detta med dess geografiska läge.

### Antiken
Staden grundades på 100-talet e.Kr. av den romerske kejsaren Hadrianus som Hadrianopolis, på platsen för den tidigare thrakiska bosättningen Uskadama. Den kom senare att kallas Adrianopel. Den 9 augusti 378 i Adrianopel förlorade kejsar Valens i kriget mot goterna, en händelse som räknas som ett av de avgörande stegen mot romarrikets fall. På 500-talet blev staden belägrad av avarerna och senare intogs den av bulgarerna.

### Senare tid

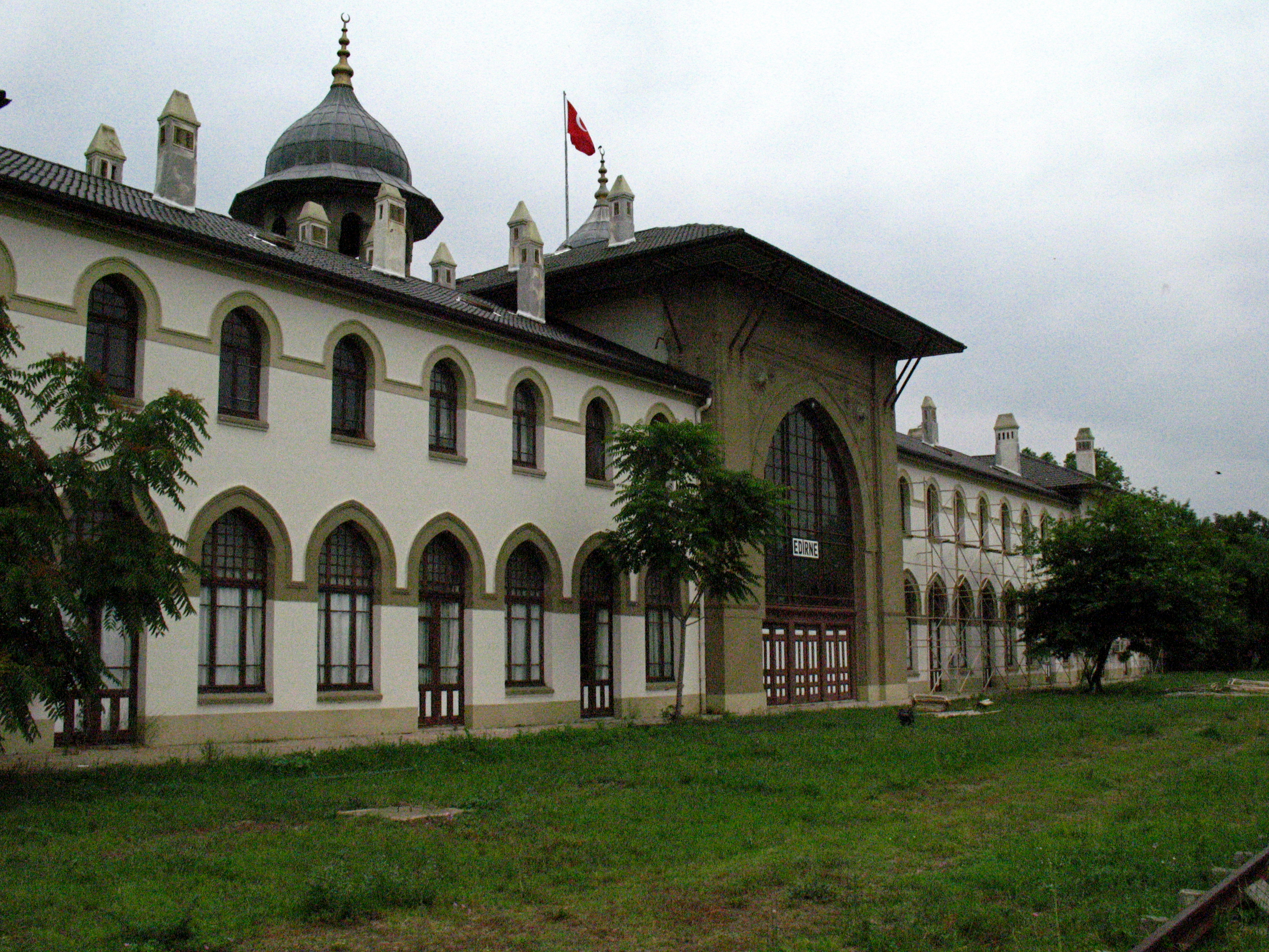
Gamla järnvägsstationen i Edirne, ritad av Mimar Kemaleddin. Byggnaden tillhör numera Trakya-universitetet.

Staden tillhörde sedermera det Bysantinska riket innan den år 1190 intogs av korsfararen Fredrik I Barbarossa, som använde den som bas inför anfallet mot det heliga landet under det tredje korståget. 1205 blev den frankiske kejsar Balduin I av Konstantinopel besegrad och fångad av bulgarerna vid ett slag vid Adrianopel.
1361 erövrades Edirne av sultan Murad I:s general Lalaschahin. Staden övertog Bursas roll som huvudstad i Osmanska riket år 1365 och förblev, med undantag för en period av inbördeskrig 1402-1413, då den sedermera segrande sidan utgick från Bursa, huvudstad ända till år 1458, då huvudstaden flyttades till det nyligen erövrade Konstantinopel.
Staden ockuperades under 1800-talet av Ryssland två gånger, 1829 och 1878. Det rysk-turkiska kriget 1828-1829 avslutades genom freden i Adrianopel år 1829. Prut och Donau blev gräns mellan de båda rikena, och Turkiet erkände Greklands självständighet. Under det sista rysk-turkiska kriget 1877-1878 besattes Adrianopel av ryssarna den 20 januari 1878. Den 31 januari träffades där en överenskommelse om fredspreliminärer och villkoren för en vapenvila, som var inledningen till freden i San Stefano.
Efter rysk-turkiska kriget 1877-78 hade Adrianopels befästningar i och för sig förstärkts, men då Första Balkankriget bröt ut 1912, var de omoderna i likhet med kanonbestyckningen, som dessutom saknade pansarskydd. 22 oktober 1912 började staden, som försvarades av Schukri pascha med omkring 45 000 man, inneslutas av 2:a bulgariska armén, som i slutet av månaden förstärktes av serbiska trupper och i mars 1913 ytterligare förstärktes, så att belägringsarmén till slut uppgick till omkring 100 000 man och omkring 140 pjäser belägringsartilleri under general Ivanovs befäl. Efter långvarig beskjutning och mindre ömsesidiga anfall sattes 24 mars 1913 ett allmänt anfall igång. Framskjutna ställningar intogs under 25 mars, och den 26 mars stormades staden med sådan framgång, att Schukri pascha vid 2-tiden blev tvungen att ge upp fästningen. I preliminärfreden i London 30 maj 1913 avträdde Turkiet bland annat Adrianopel, som tillföll Bulgarien. Under det samma år utbrutna Andra Balkankriget besatte turkarna 23 juli Adrianopel utan nämnvärt motstånd från bulgarerna, och i freden 29 september 1913 avstods Adrianopel till Turkiet.
Under första världskriget bombarderades Adrianopel av engelska flygare 14 april 1916. Efter kriget slut tillföll det 1919
Grekland; detta bekräftades 1920 i den dock aldrig ratificerade freden i Sèvres och staden var grekisk mellan 1920 och 1923. Den tillföll dock Turkiet i Lausannefreden.

## Bahá'í
Från den 12 december 1863 till början av augusti 1868 befann sig den från Persien landsförvisade Bahá'u'lláh (1817 – 1892), grundaren av bahá'í-tron, tillsammans med sin familj och en grupp lärjungar i Adrianopel. Gruppen hade närmast kommit från Konstantinopel och dessförinnan utvisats från Bagdad. Strategin att hålla Bahá'u'lláh så långt borta från trosfränderna i Persien som möjligt hade utarbetats gemensamt av regeringarna i Persien och Osmanska riket. Det var i Adrianopel som namnet Bahá'í i praktiken började användas om den majoritet av de så kallade bábíerna som följde Bahá'u'lláhs uttalat pacifistiska och universella lära, och i sina skrifter till anhängarna hemma i Persien kallade han dem bahá'íer. I Adrianopel började Bahá'u'lláh även att sända brev och mindre skrifter till samtidens kungligheter och ledare för att kungöra sin kallelse och uppmanade dem att nedrusta, arbeta för rättvisa och att utgå från sann religion för att bli rättfärdiga människor.. Bahá'í är den enda större religion som har fått sitt namn i Europa.